# At Play Vol. 2
At Play Vol. 2 je kompilační album kanadského interpreta elektronické taneční hudby, Deadmau5e.

## Seznam skladeb
| Pořadí         | Název                     | Délka   |
| -------------- | ------------------------- | ------- |
| 1.             | Outta My Life (Touch Mix) | 6:08    |
| 2.             | Attention Whore           | 6:32    |
| 3.             | Mr. G                     | 5:15    |
| 4.             | Reduction                 | 6:45    |
| 5.             | This Is Also the Hook     | 6:02    |
| 6.             | Orca                      | 8:32    |
| 7.             | Tau V2                    | 7:02    |
| 8.             | Sex Slave                 | 6:04    |
| 9.             | This Noise                | 7:04    |
| 10.            | R My Dreams               | 6:01    |
| Celková délka: | Celková délka:            | 1:04:45 |